# بريكة (حيفا)
بريكة، قرية فلسطينية مهجرة، تقع إلى الجنوب من مدينة حيفا، تبعد عنها 29 كم، وترتفع 100م عن سطح البحر. معنى الاسم تصغير كلمة (بركة) وقد دعاها الفرنجة باسم (بريكيت)، أما الصليبيون فكانوا يسمونها برواكيه (Broiquet).

## نبذة تاريخية وجغرافية

### القرية قبل عام 1948
تقع إلى الجنوب من مدينة حيفا، وتبعد عنها 29 كم، وترتفع 100م عن سطح البحر. معنى الاسم تصغير كلمة (بركة) وقد دعاها الفرنجة باسم (بريكيت)، أما الصليبيون فكانوا يسمونها برواكيه (Broiquet). في أواخر القرن التاسع عشر، كانت التلة التي بُنيت بريكة عليها محاطة بالغابات وكان شكل بريكة الحديث يمتد على محور شمالي جنوبي. كانت منازل القرية مبنية بالحجارة المتماسكة بالطين أو الإسمنت.
إبّان الحكم العثماني، بُنيت فيها مدرسة سنة 1889، غير أنها أغلقت أبوابها في فترة الانتداب. وكانت الينابيع والآبار تمد القرية بالمياه للاستعمال المنزلي واقتصادها يعتمد على الزراعة البعلية وتربية الحيوانات. كانت الحبوب المحصول الرئيسي، على الرغم من وجود عدد قليل من أشجار الفاكهة والزيتون. في سنة 1944، كان ما مجموعه 1538 دونمًا مزروعًا حبوبًا، و 78 دونمًا مرويًا أو مستخدَمًا للبساتين.
بلغت مساحة أراضي القرية 11434 دونمًا، وبلغ عدد منازلها 150 منزلًا عام 1931. قُدر عدد سكانها في عام 1922 حوالي 290 نسمة وفي عام 1945 حوالي 336 نسمة كلهم من المسلمين. كما كان يتبع قرية بريكة خرب الغزازوة وسميت نسبة إلى سكانها من الغزاوية وكان عدد سكانها عشية النكبة قرب 250 نسمة.
تعتبر القرية ذات موقع أثري إذ يحيط بها مجموعة من الخرب الأثرية أهمها:
- خربة الصواوين بها أساسات وشقف فخار، وأرضية فسيفساء ومغر.
- خربة تُعرف باسم خربة بريكة، تُشاهد فيها أسس لأبنية مندثرة.
- خربة الرصيصة وتحتوي على تل أنقاض عليه بقايا مبان من العصر البيزنطي، ومعصرة خمر منقورة في الصخر، ومدافن وخزان وأعمدة فسيفساء وقطع قرميد.[4]

قامت المنظمات الصهيونية المسلحة بهدم القرية وتشريد أهلها البالغ عددهم عام 1948 حوالي 5050 نسمة وكان ذلك في الخامس من أيار عام 1948.

## احتلال القرية
احتُلت قرية بريكة في تاريخ 1948/5/12. هُجّر أهل البلدة من عمليات: مشمار هعيمك والتنظيف الساحلي.
هُجِّر غالبية سكان القرية مع اقتراب المركبات العسكرية الإسرائيليّة. مشطت وحدات «إتسل» المكان بعد احتلاله ليتأكدوا من خلوّه. بقي في القرية أكثر من مئة عجوز ونساء وأطفال، أُسروا بضع أيامٍ في قرية صبّارين ثم طُردوا لمنطقة أم الفحم.

## القرية اليوم
موقع القرية مغلق، وهو منطقة صناعية عسكري.

### المستوطنات المنشأة على أراضي القرية
لم تقام مستوطنات إسرائيلية على أراضي القرية إبان حرب 1948 مباشرةً. لكن، بُنيت على أراضي القرية ما تُعرف اليوم بمدينة «زخرون يعقوب» ومحمية «ألونا».